# ベレッタA300
ベレッタA300(Beretta A300)とは、1965年にイタリアのピエトロ・ベレッタが開発し、1968年より市販が開始されたガス圧作動方式の半自動式散弾銃である。ベレッタA300は販売年度により幾つかのモデル名を変遷したが、最初に登場したA300は、ガス圧力を自動的に調整するガスピストンと、12ゲージ口径を特色とした。

## 概要

### 前史
第二次世界大戦中、ピエトロ・ベレッタはイタリア王国国軍に対してカルカノM1891やカルカノM1938等の銃火器を供給しており、大日本帝国にもイ式小銃として輸出を行っていたが、1943年のイタリアの降伏に伴うナチス・ドイツとイタリア社会共和国による接収を経て、1945年に第二次世界大戦が枢軸国の敗戦という形で幕を閉じると、連合国、特にアメリカ合衆国の影響を強く受けたイタリア共和国の下、民生向け銃器の製造の再開と共にイタリア軍に供給された米国製火器のメンテナンス事業も請け負う事となった。
1959年にベレッタはM1ガーランドを元にした自動小銃であるベレッタBM59を独自に開発するが、その数年前よりM1ガーランドのガス圧機構であるロングストロークピストン式を参考に半自動式散弾銃の開発にも着手しており、1956年にベレッタ初のガスオートであるベレッタM60を発売した。
M60は基本レイアウトはレミントンM58(レミントンM1100の前身)と類似した、テイクダウンが容易な銃身と、銃身と平行に配置された管状弾倉(チューブマガジン)を有するが、ガスピストンは管状弾倉の先端に内蔵されたレミントンM58や、管状弾倉の外側に円筒状のピストンを配置したレミントンM1100と異なり、銃身と管状弾倉の間に小型のガスシリンダーを設け、後方の機関部に向けて細長いピストン桿を配置するという、M1ガーランドのガスピストンをほぼ踏襲した構造を採用した。
M60は1961年に改良を加えられ、ベレッタM61として販売が継続されたが、弾頭重量34グラム以下の散弾実包では作動不良を起こしやすいという欠点も抱えており、より軽い弾頭重量の散弾実包でも確実に作動する半自動式散弾銃を目指して、1965年より開発が始められたのがベレッタA300であった。

### A300の登場
1968年、ベレッタは販売カタログに新型の半自動式散弾銃であるベレッタA300を正式に追加した。A300はアルミ合金製の機関部とクロムモリブデン鋼製の銃身の他、管状弾倉の先端にガスピストンを備え、遊底に連結された連結桿(アクション・バー)にガス圧力による駆動力を伝達する、ショートストロークピストン方式のガス圧作動機構を新たに採用しており、2.75(2 3/4)インチの薬室に装填される散弾実包であれば、狩猟向けの重装弾や射撃競技向けの軽装弾でも機関部の調整無しに作動する事や、シリンダー状に整形された銃身側のガスポート内を、円周上に複数の切り溝が設けられたピストンが往復する事でシリンダー内に堆積した未燃焼ガスの残渣が自動的に排出される自己洗浄作用を有しており、射手が射撃の都度ガスピストンを清掃する必要性を可能な限り抑制している点を最大の特色としていた。
A300は発売と共にイタリアのみならず世界的なヒット作となり、1971年以降は20ゲージモデルや3インチマグナム装弾対応モデルが加わると共に、世界最大の銃器市場を有する北米にも米国のガルシア・スポーティング・アームズ社を通じてガルシア-ベレッタ ALシリーズとして輸出が開始された。
ベレッタはA300のライセンス生産契約にも積極的に対応しており、日本市場では川口屋林銃砲火薬店(KFC)との技術移転契約により、シンガー日鋼がライセンス生産するKFCガスオートとして1972年より発売が開始された。北米市場にはガルシア社の輸出ルートの他に、ブローニング・アームズへの技術移転契約も行われており、ブローニングはベルギーのFNハースタルにA302をライセンス生産させる形でブローニング・B-80を1981年から1988年に掛けて販売した。イタリアのブレーダ・メッカニカ・ブレシャーナも1980年代から1990年代に掛けて、A300のライセンス生産品であるブレダ・アルテア・ルッソを製造していた。
KFC、ブローニング、ブレーダの各社はA300を単純に複製するのではなく、既存の顧客層の為にそれぞれ独自の仕様変更を行っていた。KFCガスオートは前身のKFCオート(ブローニング・オート5)より採用していた外装式交換チョーク銃身を有していた事が特徴であり、その原型となったブレーダが製造したブレダ・アルテア・ルッソも歴代のブレーダ製半自動式散弾銃が採用していたクイックチョークをそのまま使用する事が出来た。なお、本家A300シリーズが内装式交換チョークを採用するのは1980年登場のベレッタA302以降である。また、ブローニング・B-80は同社のオート5を愛用する顧客層へのアピールの為、機関部の材質を鋼鉄製とし機関部後端を切り立った形状とするハンプバックデザインを特色としていた。KFCガスオートは機関部の左側面に「UNDER LICENCE OF BERETTA」、ブローニング・B-80は銃身に「Patent (PB) Italy 3420140」とそれぞれ刻印されており、A300のライセンス生産品である事が明記されていた。

### 米国での成功
A300のガス圧作動機構は管状弾倉の先端にガスピストンが装着される構造上、管状弾倉を延長すると必ず銃身の交換が必要となる為、最大装填数の増加は容易ではなく、米国市場で需要が大きい銃器による自己防衛の用途では必ずしも適しているとは言えない。
しかし、A300は類似した構造を持つ同時期の競合品であったS&W M1000やブローニング・B-2000とは異なり、米国でも狩猟銃として広く受け入れられた銃となった。米国人の銃器研究者であるランディ・ウェイクマンは、その理由としてA300の汚損に対する強さを挙げている。
ベレッタA300は管状弾倉の先端にガスピストンが取り付けられているが、S&W M1000やB-2000のように管状弾倉自体をシリンダーとはしておらず、銃身に溶接されたバレルリング側をシリンダーとしており、ガスピストンは後退の都度バレルリングから露出してピストン全周から発射ガスを放出する為、先台内は非常に汚れやすい反面、S&W M1000やB-2000のようにガスピストンやシリンダー内の頻繁な清掃を必要とせず、仮に行う場合でも管清掃用のブラシで擦るのみで簡単に作業が完了した。
また、S&W M1000やB-2000のような管状弾倉をシリンダーとする構造の銃は、しばしばガスピストンを組み付ける向きを間違えて作動不良を起こす事例が発生したが、A300のガスピストンは片側に鍔が付けられていて逆に組む事自体が不可能な構造となっており、実際に広告でも「シンプルでフールプルーフな構造であり、(レミントンM1100のような)Oリングの不良は無く、(S&W M1000やB-2000のように)複雑なフィールドストリップを伴う清掃作業も必要としない」事を売りにしていた程であった。
A300のガス圧調整機構はS&W M1000やB-2000ほど完全なものではなく、装弾重量28グラム以下の軽装弾では作動不良を起こすリスクが依然として存在しており、強力な装弾を使用する程遊底は速い速度で往復する事になる(作動に伴う衝撃が大きくなる)が、米国人の射手はガス圧調整機構などの機構の緻密さよりも、レミントンM1100などのように手荒な取扱いや過酷な射撃環境に堪える頑丈さと、手入れを行わない不精な持ち主であっても作動不良を起こしにくい汚損に対する耐性の方が重視される傾向があり、A300はこうした米国内の事情に合致した構造であった為に、S&W M1000やB-2000のような早期の製造中止の憂き目を免れ、20年余りに渡り販売されるロングセラーとなったという。

### モデルチェンジ
A300は1971年にベレッタA301、1980年にベレッタA302、1985年にベレッタA303とマイナーチェンジが重ねられていったが、1992年にフルモデルチェンジが行われ、ベレッタAL390シリーズへと移行した。
AL390シリーズは当初は2 3/4インチ薬室モデルのみがベレッタA304としてラインナップされ、1994年に3インチ薬室モデルのベレッタA390、1996年にはA390の部品の一部を軽量化したベレッタAL390が追加された。AL390シリーズはA300-303との銃身の互換性は無く、相互流用は不可能となった。
そのAL390シリーズも、1999年にはベレッタAL391へと移行した。

### 名跡の復活
2016年、ベレッタはベレッタA300アウトランダーと呼ばれる新モデルを発売し、A300の名称が「復活」した。
A300アウトランダーは、2008年に発売されていたベレッタ製半自動式散弾銃の最高級モデルであるベレッタA400シリーズの廉価版という位置付けのモデルで、同時期に他社から発売されていたブローニング・マキシスや、ベネリ・ヴィンチといった競合商品同様に、A400が指向していた「低反動・高速射レート」という高性能ではあるが高価な機構の一部を省略する事で、より手頃な価格で購入が可能となったモデルであり、オリジナルのA300シリーズとは互換性が無いものとなっている。

## モデルバリエーション
ベレッタA300
1965-1971年。最初に登場したモデル。1971年に20ゲージモデルや3インチマグナムモデルが追加され、12ゲージモデルがA301に移行した後も1979年まで販売された。
ガルシア-ベレッタAL
1971-1976年頃。ALはAutoLoader(オートローダー)の頭字語で、A300に相当する普及モデルがAL-1、A301に相当する機関部に彫刻が施されベンチレーテッドリブ付銃身を装備した上位モデルはAL-2として販売された。1975年に全てのモデルがAL-3として販売されたが、翌1976年にガルシア社が倒産した為、以後はベレッタA300/A301が直接輸出されるようになった。
ベレッタA301
1971-1980年。銃身の鋼材が強化され、ベンチレーテッドリブ付銃身がラインナップされた。
ベレッタA302
1980-1985年。大規模な設計変更が行われた世代。それまで機関部が共用されていなかった標準モデルとマグナムモデルの機関部を共通部品とし、マガジン・カットオフ機構を装備、遊低リリースボタンを押すだけで弾倉内の実包を脱包できる新しい機関部が採用された。銃身のリブもフローティングタイプに変更された。
ベレッタA303
1985-1992年。A302のマイナーチェンジ版。引金機構がより簡略化され、着脱がし易い構造となった。